# José Carlos Herrera
José Carlos Herrera Vargas (Monterrey, 5 febbraio 1986) è un velocista messicano.

## Palmarès
| Anno | Manifestazione  | Sede           | Evento      | Risultato  | Prestazione | Note |
| ---- | --------------- | -------------- | ----------- | ---------- | ----------- | ---- |
| 2009 | Campionati CAC  | L'Avana        | 200 m piani | Batteria   | 22"16       |      |
| 2009 | Campionati CAC  | L'Avana        | 400 m piani | Batteria   | 48"25       |      |
| 2010 | Giochi CAC      | Mayagüez       | 200 m piani | Batteria   | 21"00       |      |
| 2010 | Giochi CAC      | Mayagüez       | 400 m piani | Batteria   | 47"59       |      |
| 2012 | Giochi olimpici | Londra         | 200 m piani | Batteria   | 21"17       |      |
| 2013 | Campionati CAC  | Morelia        | 200 m piani | Batteria   | 21"20       |      |
| 2014 | Giochi CAC      | Xalapa         | 100 m piani | Batteria   | 10"58       |      |
| 2014 | Giochi CAC      | Xalapa         | 200 m piani | Bronzo     | 20"63       |      |
| 2014 | Giochi CAC      | Xalapa         | 4x100 m     | 6º         | 40"21       |      |
| 2016 | Giochi olimpici | Rio de Janeiro | 200 m piani | Semifinale | 20"48       |      |